# Marockos ishockeyförbund
Marockos ishockeyförbund ordnar med organiserad ishockey i Marocko. Marocko inträdde den 22 maj 2010 i IIHF.

### Fotnoter
1. ↑  ”Morocco”. International Ice Hockey Federation. http://www.iihf.com/iihf-home/countries/morocco.html. Läst 9 april 2012.